# Sigfrido III di Weimar-Orlamünde
Sigfrido III di Weimar-Orlamünde (1155 circa – 1206) fu un conte della stirpe degli Ascanidi dal 1172 al 1206 (vedi zecca di Weimar, bratteato di Sigfrido).

## Biografia
Sigfrido III era un figlio del conte Ermanno I e nipote di Alberto l'Orso. In quanto tale, era nipote del margravio Ottone I di Bradenburgo, del conte Teodorico di Werben e del conte Bernardo di Anhalt, dal 1180 duca di Sassonia, nonché dal vescovo di Brandeburgo Sigfrido, dal 1180 arcivescovo di Brema.
Era sposato con Sofia di Danimarca (1159-intorno al 1208), una figlia del re danese Valdemaro I. Essi ebbero:
- Alberto II;
- Ermanno II.

Come suo padre e i suoi zii nel Brandeburgo, Werben, Anhalt e Brema, fu un sostenitore della stirpe degli Hohenstaufen e, fino alla sua deposizione, un avversario di Enrico il Leone. Sigfrido III passò molto tempo in Danimarca.